# پیش‌بر (ژنتیک)
پیش‌برها، پیش‌برنده‌ها، برانگیزنده‌ها یا پروموترها (به انگلیسی: Promoter) در ژنتیک به بخشی از دی‌ان‌ای گفته می‌شود که آران‌ای پلیمراز برای آغاز رونویسی به آن متصل می‌شود. واکنشگرها در نزدیکی توالی پروموتر قرار داشته و میزان بیان را افزایش می‌دهند. آنها در بالادست و همچنین در پایانهٔ '۵ رشتهٔ الگو جای گرفته‌اند. برانگیزنده‌ها معمولاً از ۱۰۰ تا ۱۰۰۰ جفت باز تشکیل شده‌اند.

RNA پلیمراز پروکاریوتی دارای یک واحد سیگما است که برای آغاز رونویسی (INITIATION) باید به پروموتر متصل شود.
در زیست‌شناسی مصنوعی، پروموتر را می‌توان نوعی بیوبریک دانست.